# Konkägelbi
Konkägelbi (Coelioxys conicus) är en biart som först beskrevs av Carl von Linné 1758. Konkägelbi ingår i släktet kägelbin och familjen buksamlarbin. Arten är reproducerande i Sverige. Inga underarter finns listade i Catalogue of Life.

## Beskrivning
Konkägelbiet har längre behåring på mellankroppen och den första tergiten än de flesta andra kägelbin, och arten ser därför gråaktig ut. På bakkanterna av tergit 2 till 5 finns ljusgrå hårband. Som hos alla kägelbin smalnar honans bakkropp av i en lång spets, medan hanen har flera taggar på bakkroppsspetsen. Honan blir 11 till 13 mm lång, hanen 9 till 11 mm.

## Ekologi
Habitaten består av skog, buskskog, tundra, gräs-, sand- och grusmarker som vägar och täkter, halvöken, våtmarker, åker- och betesmark samt bebyggda områden. I bergen går arten upp till 2 100 m.
Konkägelbiet är polylektiskt, det flyger till blommande växter från många olika familjer, som gurkväxter, ärtväxter (exempelvis käringtand, gulvial och vitklöver), väddväxter (ängsvädd) samt korgblommiga växter (väddklint) Arten flyger mellan maj och september.

### Fortplantning
Konkägelbiets larv lever som kleptoparasit i bon hos hartsbiet hartsbi, apetserarbina rosentapetserarbi, ärttapetserarbi, havstapetserarbi, stocktapetserarbi och nävertapetserarbi samt pälsbina Anthophora bimaculata, dånpälsbi, humlepälsbi och troligen örtagårdsbi. I Norden är värdbina huvudsakligen hartsbi, nävertapetserarbi och dånpälsbi. Larven lever av födan som är avsedd för värdlarven efter det att den dödat denna eller värdägget.

## Utbredning
Konkägelbiet förekommer  i Europa från Storbritannien i öster och Iberiska halvön i sydväst över större delen av Europa och Turkiet till Sibirien.
I Sverige finns arten från Skåne till Norrbotten, inklusive Öland och Gotland, men undantaget från Jämtland och Norrlands fjälltrakter.
I Finland finns den från Åland och sydkusten till västra Lappland.

## Status
Arten är klassificerad som livskraftig både globalt, i Sverige och i Finland.

## Taxonomi
Arten kallades tidigare för Coelioxys quadridentata och Coelioxys quadridentatus av bland annat ITIS och Internationella naturvårdsunionen (IUCN).